# ویلم فان رکوم
ویلم فان رکوم (انگلیسی: Willem van Rekum; ۹ ژوئن ۱۸۹۲ – ۲۷ دسامبر ۱۹۶۱) ورزشکار دو و میدانی اهل پادشاهی هلند بود.